# Adolf Brüll
Adolf Brüll (27. April 1846 in Kojetein, Markgrafschaft Mähren, Kaisertum Österreich – 15. September 1908 in Frankfurt am Main) war Religionspädagoge, Religionswissenschaftler, Theologe und Redakteur.

## Leben
Adolf Brülls Eltern waren der Rabbiner Jakob Brüll (1812–1889) und Regine Rivka (Rebecca), geb. Trebitsch (1812–1898). Sein Großvater war der mährische Oberlandesrabbiner Neremias (Nahum) Trebitsch (1779–1842). Brüll erhielt seine Ausbildung in Kremsier und an den Universitäten in Wien, Prag und Breslau. Seine theologische Ausbildung erhielt er am Jüdisch-Theologischen Seminars in Breslau. 1871 wurde er als Lehrer am Philanthropin in Frankfurt am Main berufen, wo er bis 1903 lehrte. 1879 gründete er hier anlässlich des 150. Geburtstages von Moses Mendelssohn den Frankfurter Mendelssohn-Verein. Ab 1881 war er im Auftrag des Mendelssohn-Vereins Herausgeber der Populär-wissenschaftlichen Monatsblätter, für die er auch zahlreiche Beiträge schrieb. Brüll war ordentliches Mitglied der Deutschen Morgenländischen Gesellschaft, der wissenschaftlichen Vereinigung deutscher Orientalisten. Zudem war er Mitglied der Frankfurter Freimaurerloge Zur aufgehenden Morgenröthe.
Adolf Brüll war Autor für die Jewish Encyclopedia, das zwischen 1901 und 1906 von Isidore Singer herausgegebene Nachschlagewerk zum Judentum. Daneben war er Mitarbeiter bei der Herausgabe der Allgemeinen Deutschen Biographie, für die er zwischen 1870 und seinem Tod 57 biographische Artikel zu jüdischen Persönlichkeiten verfasste.
Der Rabbiner und Wissenschaftler Nahum (Nehemias) Brüll (1843–1891) war sein Bruder, eine jüngere Schwester war Johanna Müller, geb. Brüll (1848–1922). Adolf Brüll war seit dem 6. November 1877 verheiratet mit Clara Ladenburg, verwitwete Freundlich (1848–1916).

## Schriften (Auswahl)
Schriften
- Populär-wissenschaftliche Monatsblätter zur Belehrung über das Judentum für Gebildete aller Konfessionen. Organ des Frankfurter Mendelssohn-Vereins. 1881–1908
- Fremdsprachliche Redensarten und Ausdrücklich als Fremdsprachlich Bezeichnete Wörter in den Talmuden und Midraschim. Leipzig 1869
- Trachten der Juden im Nachbiblischen Alterthume. Frankfurt a. M. 1873
- Das Samaritanische Targum zum Pentateuch, zum Ersten Male in Hebräischer Quadratschrift. Nebst einem Anhange Textkritischen Inhaltes Herausgegeben. 1875
- Zur Geschichte und Literatur der Samaritaner. 1876
- Dr. David Einhorn und seine Bedeutung für das Judentum. 1882

Artikel in der Allgemeinen Deutschen Biographie
- Alle ADB-Artikel von Adolf Brüll